# Else Marie Rødby

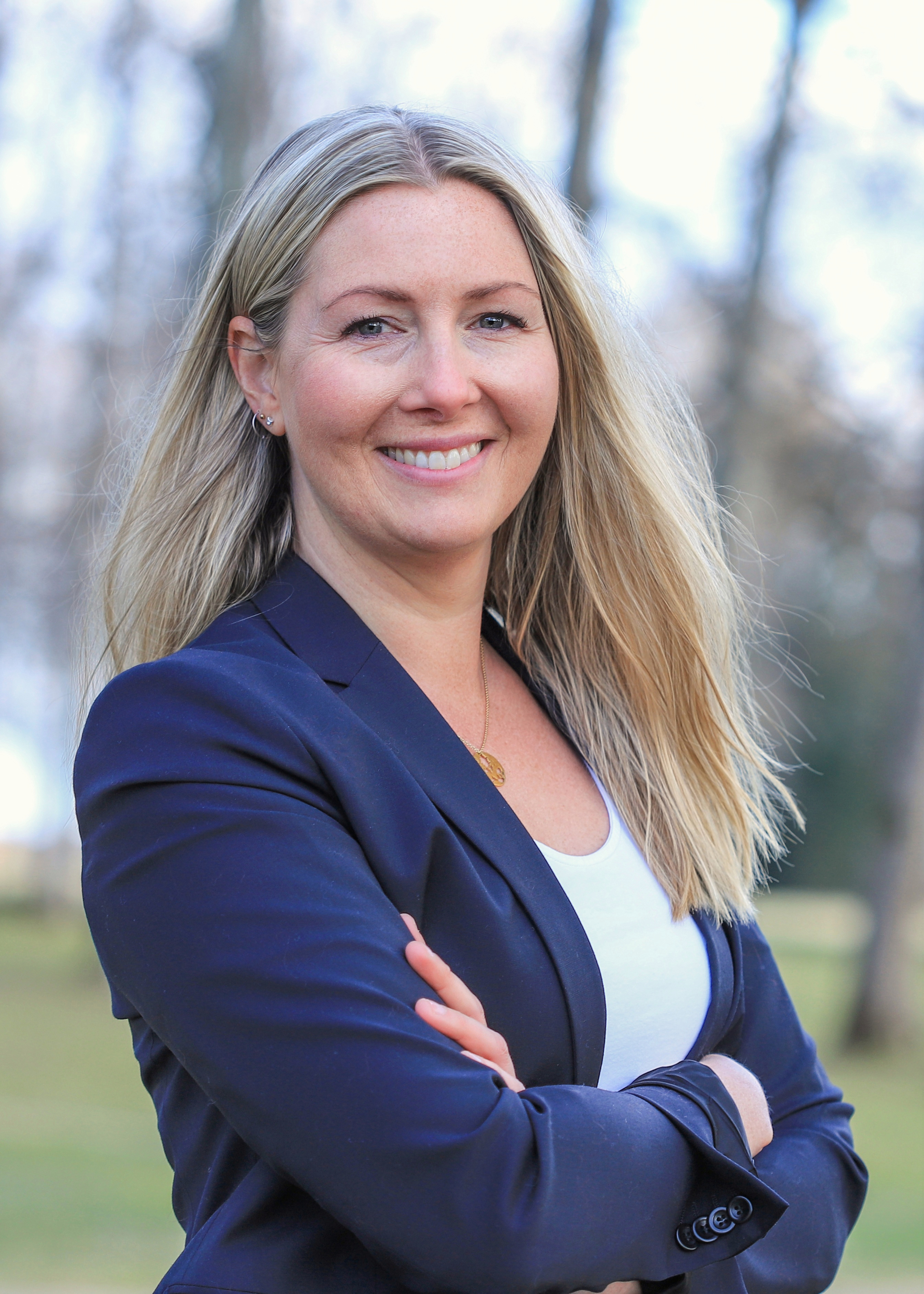
Else Marie Rødby, 2021

Else Marie Tveit Rødby (* 26. Mai 1982) ist eine norwegische Politikerin der Senterpartiet (Sp). Seit 2021 ist sie Abgeordnete im Storting.

## Leben
Rødby erhielt 2012 einen Masterabschluss in Rechtswissenschaften von der Universität Oslo. Sie arbeitete zudem als Landwirtin in Hurum. In der damaligen Kommune Hurum saß sie von 2011 bis 2019 im Kommunalparlament, wobei sie in der Zeit von 2015 bis 2019 stellvertretende Bürgermeisterin war. Bei der Kommunalwahl 2019 wurde Rødby in das Kommunalparlament von Asker gewählt. Hurum war im Rahmen der landesweiten Kommunalreform ein Teil davon geworden.
Rødby zog bei der Parlamentswahl 2021 erstmals in das norwegische Nationalparlament Storting ein. Dort vertritt sie den Wahlkreis Akershus und wurde Mitglied im Justizausschuss.